# Peter Hartmann
Peter Hartmann (født 6. januar 1970) er en dansk skuespiller.
Hartmann er uddannet fra The London Centre for Theatre Studies.

## Filmografi
- Den attende (1996)
- Riget II (1997)
- Klatretøsen (2002)

### Tv-serier
- Ørnen (2004)
- 2900 Happiness (2007)